# Natalie Sebanz
Natalie Sebanz (* 11. Dezember 1977 in Innsbruck) ist eine österreichische Kognitionswissenschaftlerin.

## Leben
Nach dem Diplom 2001 an der Universität Innsbruck und ihrer Promotion 2004 an der Ludwig-Maximilians-Universität München war sie PostDoc an der Rutgers University. Von 2008 bis 2013 war sie Associate Professor für Kognitionspsychologie an der Radboud University Nijmegen.
Sebanz ist seit 2014 Professorin für Kognitionswissenschaft an der Central European University (CEU). Ab Anfang 2022 ist ihre Arbeitsgruppe in Wien tätig.

## Auszeichnungen
- 2011 Ig-Nobelpreis für Physiologie. Zusammen mit Anna Wilkinson, Isabella Mandl und Ludwig Huber für ihre Studie an der University of Harvard „Keine Hinweise auf ansteckendes Gähnen bei der rotfüßigen Riesenschildkröte Geochelone carbonaria“.
- 2022 ERC Proof of Concept Grant (somby.ceu.edu)
- Mitglied der Deutschen Akademie der Naturforscher Leopoldina

## Schriften
- N. Sebanz, G. Knoblich, W. Prinz: Representing others' actions: just like one's own? In: Cognition. Band 88, Nr. 3, Jul 2003, S. B11–B21. doi:10.1016/s0010-0277(03)00043-x.
- N. Sebanz, H. Bekkering, G. Knoblich: Joint action: Bodies and minds moving together. In: Trends in Cognitive Sciences. Band 10, Nr. 2, Februar 2006, S. 70–76. ISSN 1364-6613. doi:10.1016/j.tics.2005.12.009.
- Anna Wilkinson, Natalie Sebanz, Isabella Mandl, Ludwig Huber: No evidence of contagious yawning in the red-footed tortoise Geochelone carbonaria. In: Current Zoology. Volume 57, Nr. 4, 1. August 2011, S. 477–484. doi:10.1093/czoolo/57.4.477.
- A. Böckler, A. Wilkinson, L. Huber, N. Sebanz: Social Coordination. In: S. V. Shepherd (Hrsg.): The Wiley Handbook of Evolutionary Neuroscience. 2016. doi:10.1002/9781118316757.ch17.
- Luke McEllin, Natalie Sebanz, Günther Knoblich: Identifying others’ informative intentions from movement kinematics. In: Cognition. Volume 180, 2018, S. 246–258. doi:10.1016/j.cognition.2018.08.001.
- N. Sebanz, G. Knoblich: Progress in Joint-Action Research. In: Current Directions in Psychological Science. Band 30, Nr. 2, 2021, S. 138–143. doi:10.1177/0963721420984425.
- Zamm, A., Debener, S., Konvalinka, I., Sebanz, N. & Knoblich, G.: The sound of silence: an EEG study of how musicians time pauses in individual and joint music performance. Soc. Cogn. Affect. Neurosci. 16, 31–42 (2021).
- A. Zamm, S. Debener, N. Sebanz: The spontaneous emergence of rhythmic coordination in turn taking. In: Sci Rep. Band 13, 2023, S. 3259. doi:10.1038/s41598-022-18480-6.
- I. Lukošiūnaitė, Á. M. Kovács, N. Sebanz.: The influence of another’s actions and presence on perspective taking. In: Sci Rep. Band 14, 2024, S. 4971. doi:10.1038/s41598-024-55200-8.